# Грустная девчонка с глазами как у собаки
«Грустная девчонка с глазами как у собаки» — дебютный мини-альбом украинской рок-группы Пошлая Молли, выпущенный 29 января 2018 года на лейбле Warner Music Russia.

## Отзывы
Алексей Мажаев из InterMedia поставил мини-альбому оценку 3 из 5, добавив, что «мини-альбом выглядит как сборник песен, не попавших на дебютник. Причём не попавших осознанно, а не по какой-то случайности».
Канал «По фактам» и «Ридус» поместили мини-альбом на 12 позицию «30 лучших альбомов 2018 года».
Хип-хоп-портал The Flow поместил альбом на 27 строчку «50 отечественных альбомов 2018».

## Творческая группа
По данным Genius.
- Кирилл Бледный — вокал, продюсер, автор песен
- Алексей Кривошеев — миксинг, мастеринг
- Алексей Барсуков — миксинг, мастеринг
- Влад Рыбалкин — миксинг, мастеринг
- Константин Пыжов — миксинг, мастеринг

## Список треков
| №                   | Название                         | Длительность |
| ------------------- | -------------------------------- | ------------ |
| 1.                  | «Значит дружба»                  | 1:28         |
| 2.                  | «Все хотят меня поцеловать»      | 2:24         |
| 3.                  | «Райские цветы»                  | 2:18         |
| 4.                  | «Типичная вечеринка с бассейном» | 4:33         |
| 5.                  | «Гласс»                          | 2:44         |
| 6.                  | «Буду твоим пёсиком»             | 3:16         |
| Общая длительность: | Общая длительность:              | 16:43        |